# Barry Opper
Barry Opper (* 1941) ist ein US-amerikanischer Filmproduzent.

## Leben und Wirken
Barry Opper produziert seit den frühen 1980er Jahren Kinofilme. In den 1990er Jahren kamen dann auch einige Fernsehproduktionen hinzu. Er produzierte unter anderem die bekannte Critters-Reihe und den erfolgreichen Horrorfilm Jeepers Creepers.
Außerdem schrieb Barry Opper mit an den Drehbüchern zu Critters 3 – Die Kuschelkiller kommen und Critters 4 – Das große Fressen geht weiter.
Trivia
In sechs von Barry Oppers produzierten Filmen (City Limits, Slam Dance und Critters, Teil 1 bis 4) spielte sein Bruder Don Keith Opper mit.

## Filmografie (Auswahl)
- 1982: Der Android (Android, Executive Producer)
- 1985: City Limits
- 1986: Critters – Sie sind da! (Critters)
- 1987: Blondinen sterben früher (Slam Dance)
- 1988: Critters 2 – Sie kehren zurück (Critters 2: The Main Course)
- 1991: Critters 3 – Die Kuschelkiller kommen (Critters 3)
- 1992: Critters 4 – Das große Fressen geht weiter (Critters 4)
- 1995: Der Marshal (The Marshal, Fernsehserie)
- 1999: Blood Money (Fernsehfilm)
- 1999: 7 Girlfriends (Seven Girlfriends)
- 2001: Jeepers Creepers – Es ist angerichtet (Jeepers Creepers)
- 2005: The L.A. Riot Spectacular